# Larca granulata
Espèce
Synonymes
- Garypus granulatus Banks, 1891

Larca granulata est une espèce de pseudoscorpions de la famille des Larcidae.

## Distribution
Cette espèce est endémique des États-Unis. Elle se rencontre au New Hampshire, dans l'État de New York, en Pennsylvanie, en Virginie, en Virginie-Occidentale, en Caroline du Nord, au Tennessee, au Michigan , en Illinois et au Kansas.

## Description
L'holotype mesure 1,7 mm.
Les mâles mesurent de 1,74 à 1,88 mm et les femelles de 1,91 à 2,12 mm.

## Systématique et taxinomie
Cette espèce a été décrite sous le protonyme Garypus granulatus par Banks en 1891. Elle est placée dans le genre Larca par Chamberlin en 1930.

## Publication originale
- Banks, 1891 : Notes on North American Chernetidae. Canadian Entomologist, vol. 23, p. 161-166 (texte intégral).